# Anatoli Olizarenko
Pour les articles homonymes, voir Olizarenko.
Anatoli Olizarenko (né le 25 septembre 1936 à Léningrad en RSFS de Russie et mort le 30 janvier 1984 à Chikotan) est un coureur cycliste soviétique des années 1960.

## Biographie
Anatoli Olizarenko a déjà une expérience des courses à étapes lorsqu'il est sélectionné pour participer au Tour de l'Avenir 1963. Employé au Ministère de la Guerre, originaire de Leningrad, comme ses coéquipiers Youri Melikhov et Alexeï Petrov, d'un gabarit moyen (1,76 m, 72 kg), il sort de l'anonymat en terminant 17e et « premier soviétique » au terme de ce Tour de l'Avenir 1963. L'année suivante, il fait partie de l'équipe cycliste soviétique déléguée aux Jeux olympiques de Tokyo. Il se classe 56e de l'épreuve individuelle et 5e du contre-la-montre par équipes.

## Palmarès

### Palmarès année par année
- 1958
  - Tour d'Égypte :
    - Classement général
    - 5e étape
- 1960
  - 3e du Tour de Pologne[2]
- 1962
  - 11e étape du Tour de Tunisie
- 1963
  -  Champion d'URSS du contre-la-montre par équipes (avec Youri Melikhov,  Anatoli Tcherepovitch et Viktor Kapitonov)
  -  Médaillé de bronze du championnat du monde des 100 km  contre-la-montre par équipes (avec Viktor Kapitonov, Youri Melikhov et Gainan Saidschushin)
- 1964
  - 5e du contre-la-montre par équipes des Jeux olympiques de Tokyo (avec Youri Melikhov, Alexeï Petrov et Gainan Saidschushin)
  - 9e du championnat du monde du contre-la-montre par équipes (avec Guennadi Lebediev, Alexeï Petrov et Antas Vjaravas)

### Places d'honneur
- 1960
  - 9e de la Course de la Paix
- 1963
  - 9e de la Course de la Paix
  - 17e du Tour de l'Avenir